# Musée d'ethnologie et de paléontologie
Le musée d'ethnologie et de paléontologie est un musée situé dans le quartier Tsimbazaza de l'arrondissement Mahamasina à Antananarivo la capitale de Madagascar,.

## Description
Le musée présente l'histoire naturelle préhistorique de l'île et le mode de vie de ses habitants.
Il abrite une grande quantité d'animaux empaillés et de grands squelettes de la faune locale disparue dont des lémuriens géants.
Ainsi on peut y voir l'oiseau-éléphant,un oiseau de 500 kg incapable de voler qui aurait disparu au XVIIe siècle et qui était capable de pondre des œufs plus de 150 fois plus gros qu'un véritable œuf de poule.
Il y a aussi des objets exposés qui racontent l'histoire des nombreux groupes ethniques du pays à travers leurs coutumes et leur artisanat traditionnel.